# گورستان گل آبان ۲
گورستان گل آّبان ۲ مربوط به دوره اشکانیان است و در شهرستان خرم‌آباد، بخش ویسیان، دهستان ویسیان، روستای گل آبان ۲ واقع شده و این اثر در تاریخ ۱۳ آبان ۱۳۸۶ با شمارهٔ ثبت ۱۹۸۳۰ به‌عنوان یکی از آثار ملی ایران به ثبت رسیده است.